# San Antonio del Tequendama (kommun)
San Antonio del Tequendama är en kommun i Colombia.   Den ligger i departementet Cundinamarca, i den centrala delen av landet, 30 km väster om huvudstaden Bogotá. Antalet invånare är 12 374.